# Asamati
Asamati (makedonska: Асамати) är en ort i Nordmakedonien. Den ligger i kommunen Resen, i den sydvästra delen av landet, 120 kilometer söder om huvudstaden Skopje. Asamati ligger 864 meter över havet och antalet invånare är 218. Den ligger vid Prespasjön.